# Góry Aberdare
Góry Aberdare (ang. Aberdare Range) – góry w Afryce, zlokalizowane w środkowo-zachodniej Kenii, długie na 160 km, biegną na północ od stolicy Kenii Nairobi. Najwyższy szczyt mierzy, według różnych źródeł 3994–4001 m n.p.m. Część obszaru łańcucha górskiego wraz z przyległymi terenami od 1950 r. objęta jest ochroną w ramach Parku Narodowego Aberdare (Aberdare National Park) o powierzchni 767 km². 
Park dzieli się na dwie różne pod względem geograficznym części – górskie wrzosowiska oraz porośnięte gęstym lasem niżej położone tereny. Żyją tu liczne gatunki zwierząt, m.in. największa w Kenii populacja nosorożców czarnych. 